# علی نظری منفرد
علی نظری منفرد (زادهٔ ۱۳۲۶) نماینده معمم مردم آباده فارس در مجالس اول و دوم بود.

## زندگی‌نامه
سال ۱۳۲۶ در شهر قم در خانواده‌ای روحانی زاده شد. او پس از گذراندن تحصیلات ابتدایی در سال ۱۳۴۰ وارد حوزه علمیه قم شد و پس از گذراندن ادبیات، دروس مقدماتی، فقه و اصول به نجف اشرف در سال ۱۳۴۶ و ۱۳۴۷ رفت. سپس به ایران و شهر قم بازگشت و سطح را به پایان برد. سپس در آزمون دارالفنون تهران در رشته معقول و منقول پذیرفته شد و پس از پایان دروس سطح، در درس خارج اساتیدی نظیر محقق داماد، میرزا هاشم آملی و اراکی شرکت کرد و فلسفه و حکمت را از مفتح، شهید مطهری و دیگر استادان حوزه بهره برد.

## نمایندگی مجلس
در انتخابات میاندوره‌ای سال ۱۳۶۱ به عنوان نماینده آباده و ابرقو به مجلس راه یافت تا کرسی خالی شیخ حسین کرمانی را پر کند که در پنجم آبان ۱۳۶۰ از نمایندگی مجلس استعفا داده بود. وی سپس در دوره دوم نیز از طرف مردم آباده به نماینده مجلس انتخاب شد.
| دوره نمایندگی | تعداد آراء | درصد آراء |
| ------------- | ---------- | --------- |
| اول           | ۲۲۳۱۵      | ۵۲        |
| دوم           | ---        | ---       |

## استادان
وی در دوره تحصیل خود، از اساتیدی چون عبدالله جوادی آملی، محمد فاضل لنکرانی، سیدمحمدباقرسلطانی، سیدمحمدمحقق داماد، سیدمحمدرضاگلپایگانی درس گرفت.

## آثار
آثار منتشر شده و آماده انتشار وی عبارتند از:
- روزه و رمضان
- قصه کربلا
- نامه‌ها و ملاقات‌های امام حسین
- الاحادیث الغیبیه سه جلد
- قصه مدینه و کوفه
- درجات الفضائل (در اخلاق) فن خطابه
- معاد
- امامت و گفتاری پیرامون کلمات قصار امیرالمؤمنین
- قصه کوفه